# 2024 RW1
2024 RW1（以前はCAQTDL2という仮称で知られていた）とは、直径1mの小惑星または流星物質である。PSTで2024年9月5日午前0時40分（UTCでは9月4日16時40分）にフィリピンのカガヤン州付近の西太平洋上で地球の大気圏に突入し、被害を与えることなく燃え尽きた。2024 RW1は、衝突の予測に成功した9番目の小天体で、NASAが資金提供したカタリナ・スカイサーベイのJacqueline Fazekasによって発見された。
欧州宇宙機関（ESA）は当初、令和6年台風第11号がフィリピン上空に存在し、小惑星が観測できない可能性があるとしていたが、ソーシャルメディアに動画を投稿した人を含め、複数の観測者が火球を目撃したと報告した。